# Val di Sella
La Val di Sella è una vallata alpina del Trentino sudorientale, sita sulle Prealpi Vicentine (versante settentrionale dell'Altopiano di Asiago).

## Geografia
La valle è orientata da ovest verso est ed è posta sul lato orografico destro del fiume Brenta. È attraversata dal torrente Moggio, affluente del Brenta.
La valle si trova in Valsugana e fa parte del territorio catastale del comune di Borgo Valsugana; essa non ha alcun vero e proprio centro urbano abitato.
Ha una superficie totale di circa 6000 ettari, è attorniata da montagne e ad est digrada verso la Valsugana per arrivare sino ad Olle, frazione di Borgo Valsugana. A sud confina con l'Altopiano di Asiago.
Secondo la Suddivisione Orografica Internazionale appartiene al Gruppo degli Altipiani.

## Morfologia e ambiente

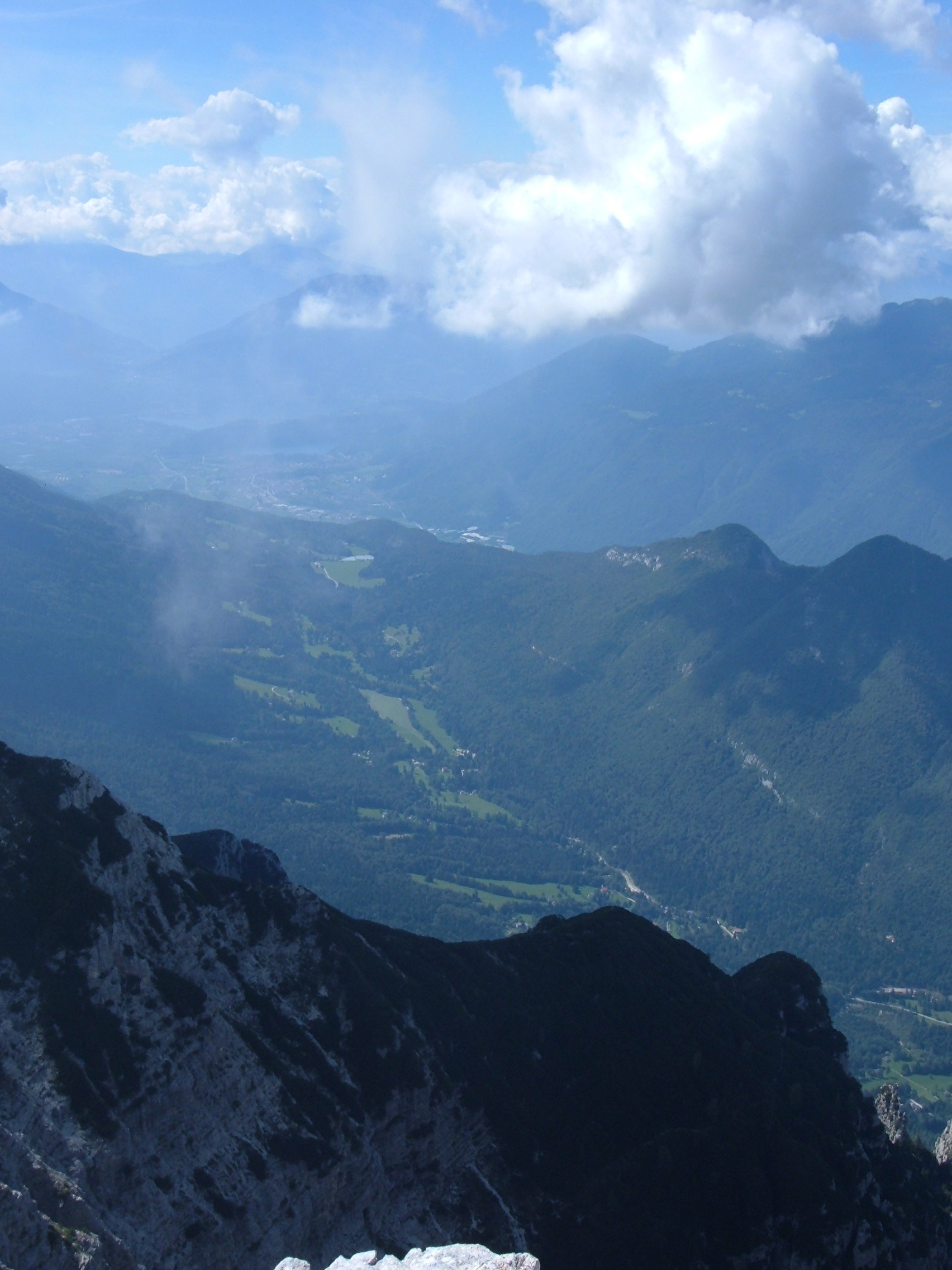
La Val di Sella vista dalla vetta della Cima XII

Al confine con l'Altopiano di Asiago si estendono numerose vette, tra le quali le maggiori sono (procedendo da est):
- Cima della Caldiera 2125 m s.l.m.
- Monte Ortigara 2106 m s.l.m.
- Monte Castelnuovo o Cima Dieci 2215 m s.l.m.
- Cima XI 2229 m s.l.m.
- Cima XII 2336 m s.l.m.
- Monte Gomion o Monte Trentin 2325 m s.l.m.
- Cima Kempel 2295 m s.l.m.
- Cima Portule 2310 m s.l.m.
- Cima Larici 2033 m s.l.m.
- Porta Manazzo 1840 m s.l.m.
- Pizzo di Levico o Cima Vezzena 1908 m s.l.m.

Le montagne della zona sono soggette, seppur in maniera non evidentissima, al carsismo. L'esempio più notevole nella valle è costituito dalla Grotta di Costalta.
La fauna e la flora rispecchiano i caratteri delle zone alpine.

## Storia
Essendo molto vicina all'Altopiano di Asiago e al Monte Ortigara, durante la prima guerra mondiale fu teatro di aspri combattimenti tra italiani e austriaci, che si contendevano il controllo sui vari passi e bocchette che si affacciavano da Sella sull'altopiano.
L'esercito italiano inoltre tentò di mantenere il controllo della valle per cercare di rendere difficile l'approvvigionamento di alcuni importanti forti austriaci sull'altopiano (Forte Vezzena, Forte Verle, Forte Belvedere Gschwent, Forte Campo Luserna).

## Manifestazioni

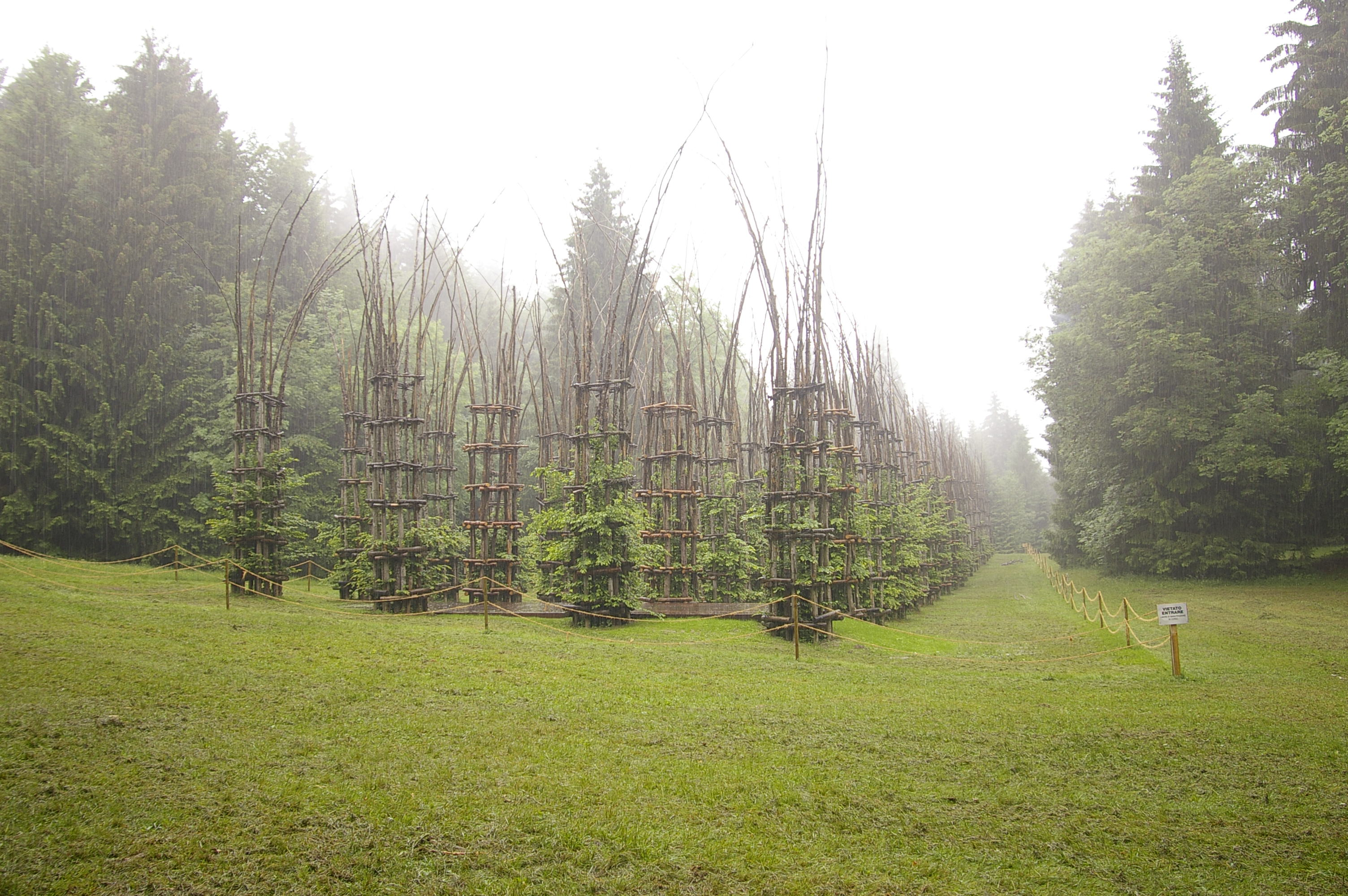
Arte Sella: la cattedrale vegetale di Giuliano Mauri, 2001

- Nella valle si svolge Arte Sella, manifestazione internazionale di arte contemporanea nella natura.